# Mides de joies corporals
Les mides de joies corporals expressen el gruix d'un element de joieria per a pírcing, usant un dels diversos sistemes possibles.

## Antecedents

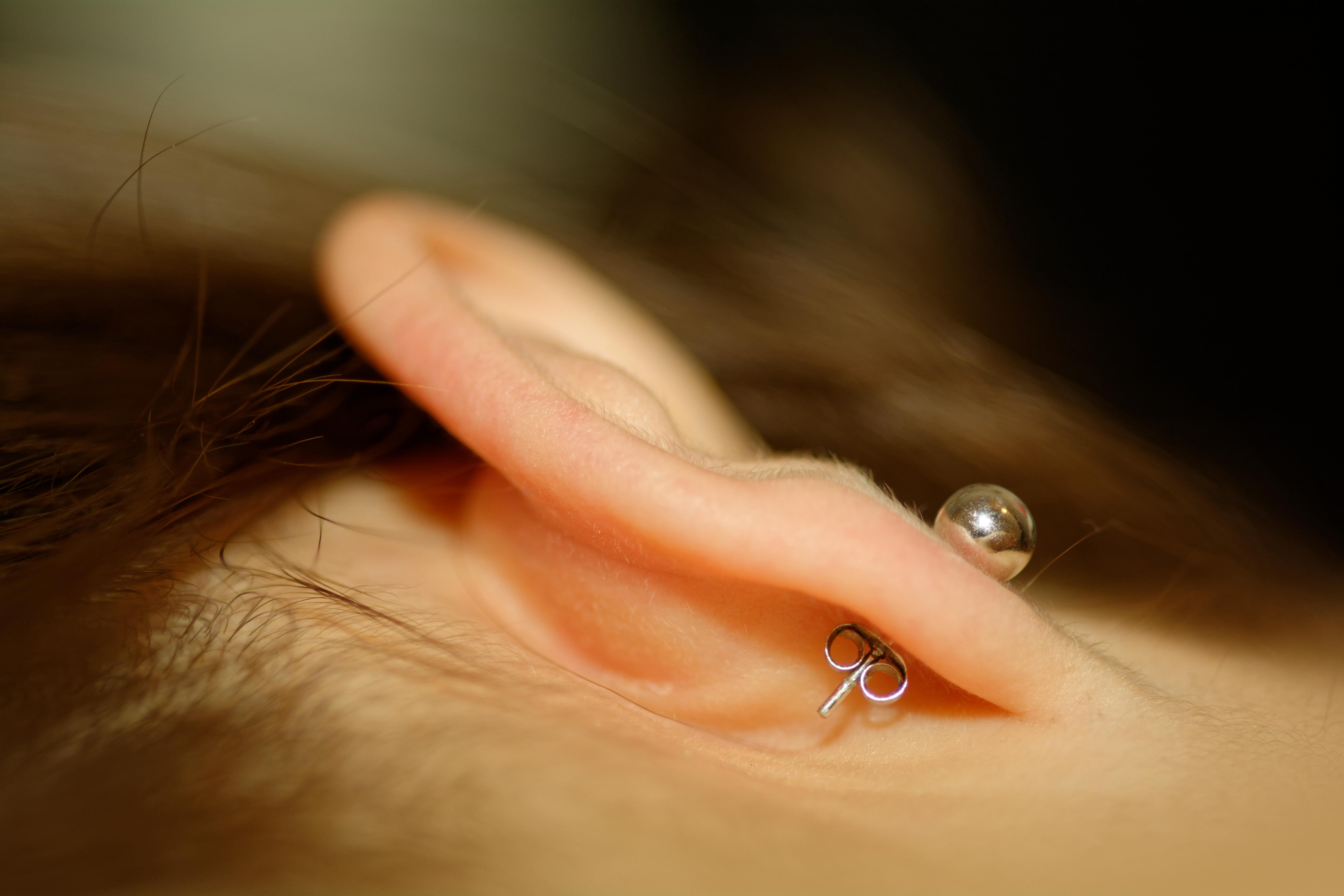
Arracada

Els articles de joieria corporal per a pírcing tenen un factor comú important: el diàmetre de la part de la joia que perforarà el cos. Per a les arracades tradicionals, aquest gruix no és un problema, ja que la joia utilitza com a suport la part que perfora l'orella, i per tant, l'usuari només li cal un forat estret per acomodar-la. Però amb les joies corporals, hi ha una gran varietat de mides possibles; generalment, els usuaris volen joies que tenen la mateixa mida que la seva perforació, però alguns usuaris volen mides cada vegada més grans per estirar deliberadament el forat. Perquè els usuaris puguin triar la mida que desitgin, hi ha normes per a expressar les mides de joies corporals, que utilitzen els fabricants de joieria i els venedors.
En general, s'utilitza el sistema de calibre americà de filferro (American Wire Gauge) i el de polzades (inches). En la notació de calibre, la joieria de menys d'1⁄2" de gruix es mesura normalment en un sistema originalment dissenyat per mesurar el diàmetre del filferro. Un nombre indica un gruix a una escala estandarditzada que, per a la majoria dels propòsits, comença a 20g (0,789 mm de gruix), i augmenta el gruix (a mesura que el nombre del calibre disminueix) fins a 0g (8,25 mm), a continuació a 00g (10,4 mm), i rares vegades va més enllà, ja que aquests gruixos s'apropen a 1/2" (12,7 mm). A partir d'aquí, les mides de 1/2" i més gruixudes sempre s'especifiquen en fraccions d'una polzada.
Encara que el sistema de mesurament de calibre s'utilitzava originalment per al filferro, actualment s'utilitza independentment de si un objecte es una joia corporal o un filferro, o si és una urpa de fusta, un anell de plàstic o de qualsevol altre material.
L'alternativa a utilitzar el sistema de calibre i polzades és especificar el gruix en mil·límetres.

## Taula de conversió

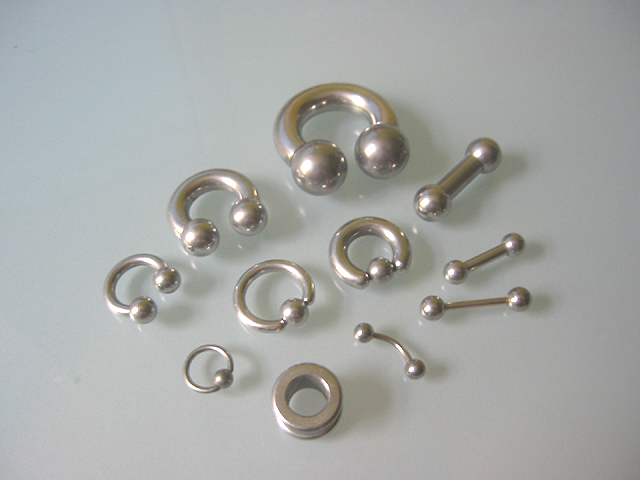
Joieria per a pírcing de diferents mides

La taula següent utilitza dades de la taula American Wire Gauge:
| calibre (AWG) | diàmetre            | diàmetre         | diàmetre     |
| ------------- | ------------------- | ---------------- | ------------ |
| calibre (AWG) | polzades fraccional | polzades decimal | mil·límetres |
| 20            | ·                   | 0,0320           | 0,789        |
| 18            | ·                   | 0,0403           | 1,024        |
| 16            | ·                   | 0,0508           | 1,291        |
| ·             | 1⁄16                | 0,0625           | 1,588        |
| 14            | ·                   | 0,0641           | 1,628        |
| 12            | ·                   | 0,0808           | 2,05         |
| 10            | ·                   | 0,1019           | 2,58         |
| ·             | 1⁄8                 | 0,1250           | 3,18         |
| 8             | ·                   | 0,1285           | 3,26         |
| 6             | ·                   | 0,1620           | 4,12         |
| ·             | 3⁄16                | 0,1875           | 4,76         |
| 4             | ·                   | 0,204            | 5,19         |
| ·             | 1⁄4                 | 0,250            | 6,35         |
| 2             | ·                   | 0,258            | 6,54         |
| ·             | 5⁄16                | 0,312            | 7,94         |
| 0             | ·                   | 0,325            | 8,25         |
| 00            | ·                   | 0,365            | 9,27         |
| ·             | 3⁄8                 | 0,375            | 9,52         |
| 000           | ·                   | 0,410            | 10,40        |
| ·             | 7⁄16                | 0,438            | 11,11        |
| 0000          | ·                   | 0,460            | 11,68        |
| ·             | 1⁄2                 | 0,500            | 12,70        |
| ·             | 9⁄16                | 0,562            | 14,29        |
| ·             | 5⁄8                 | 0,625            | 15,88        |
| ·             | 11⁄16               | 0,688            | 17,46        |
| ·             | 3⁄4                 | 0,750            | 19,05        |
| ·             | 13⁄16               | 0,812            | 20,6         |
| ·             | 7⁄8                 | 0,875            | 22,2         |
| ·             | 15⁄16               | 0,938            | 23,8         |
| ·             | 1                   | 1,000            | 25,4         |
| ·             | 1 ⁄16               | 1,062            | 27,0         |
| ·             | 1 ⁄8                | 1,125            | 28,6         |
| ·             | 1 3⁄16              | 1,188            | 30,2         |
| ·             | 1 ⁄4                | 1,250            | 31,8         |
| ·             | 1 5⁄16              | 1,312            | 33,3         |
| ·             | 1 3⁄8               | 1,375            | 34,9         |
| ·             | 1 7⁄16              | 1,438            | 36,5         |
| ·             | 1 ⁄2                | 1,500            | 38,1         |
| ·             | 1 9⁄16              | 1,562            | 39,7         |
| ·             | 1 5⁄8               | 1,625            | 41,3         |
| ·             | 1 11⁄16             | 1,688            | 42,9         |
| ·             | 1 3⁄4               | 1,750            | 44,4         |
| ·             | 1 13⁄16             | 1,812            | 46,0         |
| ·             | 1 7⁄8               | 1,875            | 47,6         |
| ·             | 1 15⁄16             | 1,938            | 49,2         |
| ·             | 2                   | 2,000            | 50,8         |

## Ús dels sistemes
Alguns fabricants de joies o venedors que expressen la mida de les seves joies en mil·límetres també poden incloure les mesures en gauge o g (calibre) i inches, in o " (polzades) més properes de cada element. L'ús de mil·límetres com a notació principal és més comú a Europa i Austràlia.

## Mides estàndard de pírcings corporals per ubicació
Aquestes són les mides estàndard que generalment fan servir en el Regne Unit per a pírcings a ubicacions específiques, i no són totalment precises: The Piercing People Standard Size Guide Arxivat 2017-04-19 a Wayback Machine.

## Unitats i notació

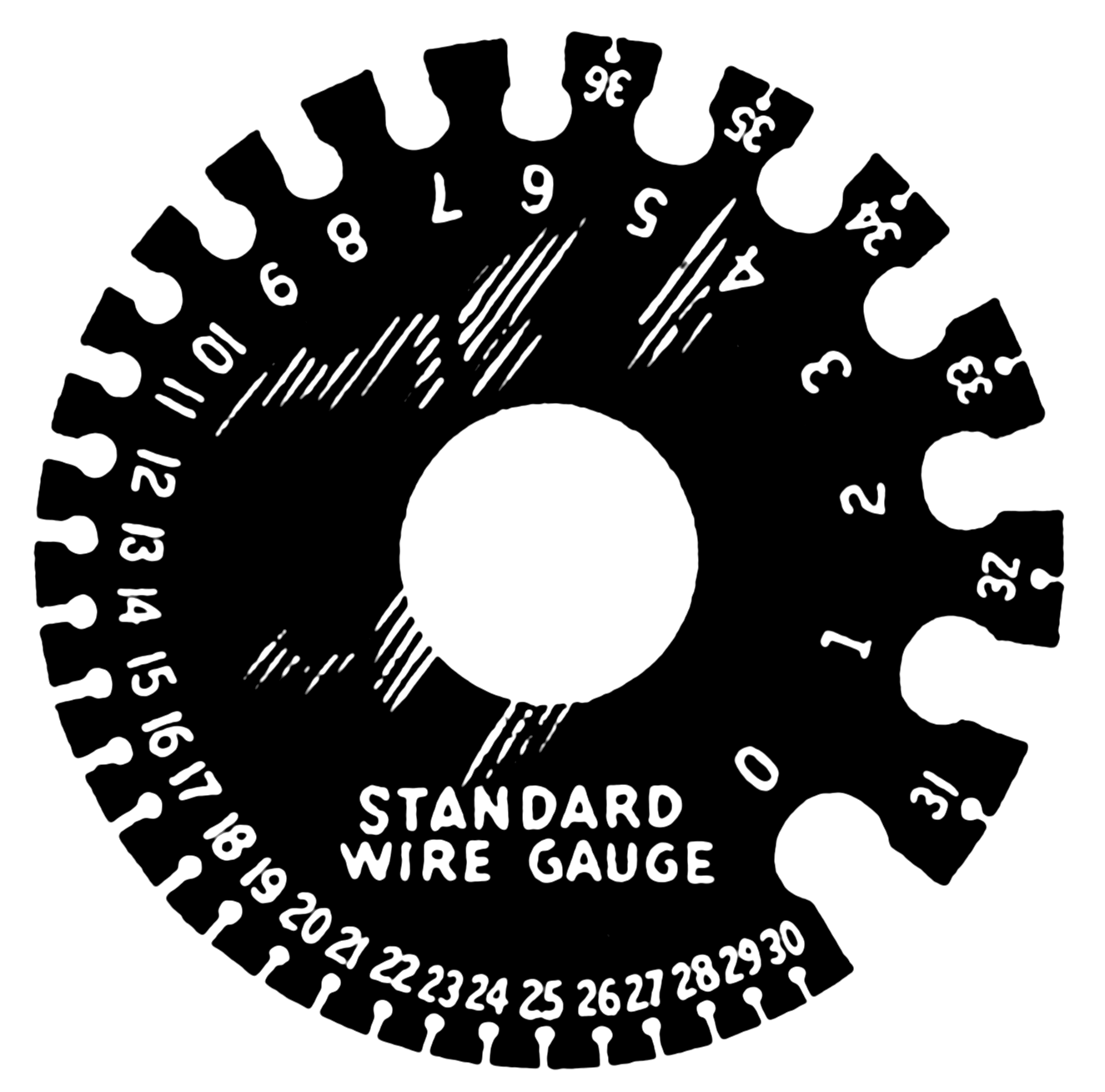
Standard Wire Gauge (SWG)

Alguns joiers encara poden utilitzar l'escala obsoleta i significativament diferent del Standard Wire Gauge (SWG). Tant AWG com SWG expressen mides com a indicador, però els nombres són diferents. Per exemple, AWG 12g és igual a 2,1 mm, però SWG 12g és igual a 2,6 mm. AWG 8g és igual a SWG 10g. AWG 000g és igual a 10,4 mm, però SWG 000g és igual a 9,4 mm.
En la majoria de les joies corporals, les mides s'especifiquen donant el calibre generalment abreujat amb el sufix «g», el mateix símbol que s'utilitza per a grams. Ocasionalment, el calibre es pot expressar amb el sufix «ga».